# PLAMAX
PLAMAX（プラマックス）は、マックスファクトリーが展開するプラモデルである。
『太陽の牙ダグラム』のプラスチックモデルシリーズよりMax Factory Plastic Model Seriesが開始し、2015年にPLAMAXとして新たに展開を開始する。ランナーにパーツが付いていれば、なんでも好きというコンセプトであるためジャンルは決められていない。ロボットプラモデルのほか、誰でも簡単に組み立てられる軍服少女プラモデルのminimum factoryも販売されている。

## 製品

### 太陽の牙ダグラム
- 1/72 Scale コンバットアーマー ダグラム（2014年1月）
- 1/72 Scale コンバットアーマー ソルティックH8 ラウンドフェイサー（2014年7月）
- 1/72 Scale コンバットアーマー アビテート T10B ブロックヘッド（2014年10月）
- 1/72 Scale ソルティック H8RF コーチマSpl（2014年12月）
- 1/72 Scale ソルティック H8RF コーチマSpl 24部隊セット（2014年12月）
- 1/72 Scale コンバットアーマー ダグラム アドバンスト キット（2015年5月）
- 1/72 Scale アイアンフット F4X ヘイスティ（2015年12月）
- 1/72 Scale ヤクト ダグラム メカニックデザイナー 大河原邦男展Ver.（2016年2月）
- 1/72 Scale ブロムリー JRS ネイティブダンサー 指揮官タイプ＆ミサイルポッドタイプ（2016年5月）
- 1/72 Scale ソルティック H102 ブッシュマン（2016年11月）
- 1/72 Scale アビテート T10C ブロックヘッド Xネブラ対応型（2017年3月）
- 1/72 Scale イーストランド WE211 マベリック（2017年5月）
- 1/72 Scale ブロムリー アイバン DT2（2017年6月）
- 1/72 Scale ソルティック HT128 ビッグフット（2017年11月）
- 1/72 Scale ソルティック H8 ラウンドフェイサー 軽量型 コンバーチブルキット（2018年2月）
- 1/72 Scale ソルティック H404S マッケレル（2018年7月）
- 1/72 Scale サバロフ AG9 ニコラエフ（2019年1月）
- 1/72 Scale コンバットアーマー ダグラム 対空武装強化型ザック装着タイプ（2019年3月）
- 1/72 Scale アビテート F35C ブリザードガンナー（2019年7月）
- 1/72 Scale アビテート T10B ブロックヘッド 強化型ザック装着タイプ（2019年10月）
- 1/72 Scale アイアンフット F4XD ヘイスティ XD型（2020年1月）
- 1/72 Scale ソルティック H8 ラウンドフェイサー 強化型ザック装着タイプ（2020年5月）
- 1/72 Scale アビテート F44A クラブガンナー（2020年6月）
- 1/72 Scale ソルティック H102 ブッシュマン 強化型ザック装着タイプ（2020年9月）
- 1/72 Scale アビテート F44B テキーラガンナー（2020年10月）
- コンバットアーマー ダグラム アップデートver.（2021年2月）
- 1/72 Scale アビテート F44D デザートガンナー（2021年5月）
- 1/72 Scale ソルティック HT128 ビッグフット 雪上用カムフラージュ 防寒シールド仕様（2021年11月）
- Get truth 太陽の牙ダグラム 1 プラモデル付き特装版（2021年12月）
- 1/72 Scale 太陽の牙セット（2022年2月）
- 1/72 Scale ソルティック H8 ラウンドフェイサー ハンググライダー装着タイプ（2022年5月）
- 1/72 ダグラム Ver.GT（2022年12月）
- 1/72 ビッグフット Ver.GT（2023年10月）
- 1/72 Scale コンバットアーマー ダグラム ハンググライダー装着タイプ（2023年11月）
- Get truth 太陽の牙ダグラム 3 プラモデル付き特装版（2023年12月）
- 1/35 ダグラム Ver. GT（2024年5月）
- 1/35 ダグラム Ver. GT DXコンプリート版（2024年5月）
- 1/72 Scale ソルティック H8 ラウンドフェイサー コーチマSpl Ver. GT（2025年11月）

### テンカイナイト
- ブレイヴンX（2015年7月）
- 黒騎士X（2015年12月）

### minimum factory
- ネーネ（2015年9月）
- ニパ子（2016年8月）
- 朽ちダグラム アイアン（2022年5月）
- 朽ちダグラム ラスト（2022年5月）

### 艦隊これくしょん -艦これ-
- 駆逐艦×艦娘 島風（2015年10月）

### 翠星のガルガンティア
- マシンキャリバー K6821 チェインバー（2016年6月）
- マシンキャリバー X3752 ストライカー（2016年7月）
- マシンキャリバー アヴァロンガード（2017年5月）

### 楽園追放 -Expelled from Paradise-
- フロンティアセッター（2016年6月）

### パシフィック・リム
- JG-01 チェルノ・アルファ（2016年12月）
- JG-02 ジプシー・デンジャー（2017年1月）

### 魔神英雄伝ワタルシリーズ
- 戦神丸（2017年4月）
- 龍神丸（2017年8月）
- 邪虎丸（2018年2月）
- ブラック 龍神丸・戦神丸 セット（2019年5月）
- 龍王丸（2019年10月）
- 龍神丸 ゴールドメッキVer.（2020年10月）
- 空王丸（2020年11月）
- 鋼衣龍王丸（2020年12月）
- 鋼衣邪虎丸（2021年3月）
- 影輝鋼衣龍王丸（2021年3月グッドスマイルオンラインショップ限定）
- 戦王丸（2021年4月）
- 幻王丸（2021年7月）
- 影輝鋼衣邪虎丸（2021年8月グッドスマイルオンラインショップ限定）
- 鋼衣空王丸（2021年12月）
- 鋼衣幻王丸（2022年1月）
- 鋼衣戦王丸（2022年2月）
- 龍神丸 アップデートver.（2022年3月）
- セカンドガン（2022年4月）
- セカンドガン&サードガン（2022年4月グッドスマイルオンラインショップ限定）
- 影輝鋼衣空王丸（2022年6月グッドスマイルオンラインショップ限定）
- 影輝鋼衣幻王丸（2022年8月グッドスマイルオンラインショップ限定）
- 影輝鋼衣戦王丸（2022年10月グッドスマイルオンラインショップ限定）
- 空神丸（2023年2月）
- 幻神丸（2023年3月）
- 皇帝龍 ゴールドメッキVer.（2023年3月）

### 聖戦士ダンバイン
- サーバイン（2021年5月）
- ウェルビン（2025年10月）

### マクロスシリーズ
- 1/72 VF-1A/S ファイターバルキリー（一条輝機）（2022年11月）
- 1/72 VF-1S ファイターバルキリー（ロイ・フォッカー機）（2023年5月）
- 1/72 VF-1A/S ファイターバルキリー（一条輝機） ファクトリーエディション（2023年9月）
- 1/72 VF-1A/S ファイターバルキリー（マクシミリアン・ジーナス/柿崎速雄）（2023年12月）
- 1/72 VF-1J バトロイドバルキリー（一条輝機）（2024年3月）
- 1/72 VF-1J ファイターバルキリーバーミリオン小隊（一条輝機）（2024年5月）
- 1/72 VF-1A ファイターバルキリーバーミリオン小隊（マクシミリアン・ジーナス/柿崎速雄）（2024年6月）
- 1/72 VF-1D バトロイドバルキリー（2024年10月）
- 1/72 VF-1S ストライクファイターバルキリー スカルリーダー（2025年1月）
- 1/72 VF-1S バトロイドバルキリー ロイ・フォッカースペシャル（2025年2月）
- 1/72 VF-1A スーパーファイターバルキリー スカル小隊（2025年3月）
- 1/72 VF-1A バトロイドバルキリー マクシミリアン・ジーナス機（2025年6月）
- 1/72 VF-1A ファイターバルキリー デカルチャーパッケージ（2025年8月）
- 1/72 VF-1A バルキリー用兵装セット（2025年8月）
- 1/72 VF-1S ストライクバトロイドバルキリー（一条輝機）（2025年10月）

### 機甲界ガリアン
- 鉄巨神（2023年3月）

### チェンソーマン
- パワー（2023年5月）
- ポチタ（2024年1月）
- マキマ（2024年4月）

### 新世紀エヴァンゲリオン
- 真希波・マリ・イラストリアス（2023年7月先行販売、2023年8月受注販売）
- 真希波・マリ・イラストリアス スカルプターズホワイト（2023年7月先行販売、2023年8月受注販売）
- 式波・アスカ・ラングレー（2023年10月）
- 式波・アスカ・ラングレー スカルプターズホワイト（2023年10月）
- 綾波レイ（2024年4月）
- 綾波レイ スカルプターズホワイト（2024年4月）
- 綾波レイ ロングヘアVer.（2024年4月）
- 綾波レイ ロングヘアVer. スカルプターズホワイト（2024年4月）

### ブラック★ロックシューター
- ブラックトライク DAWN FALL Ver.（2023年7月）

### 勇者ライディーン
- ライディーン（2023年10月）

### 装甲騎兵ボトムズ
- SV-01 1/24 Scale X・ATH-02 ストライクドッグ（2024年1月）
- SV-02 1/24 Scale X・ATH-02 ストライクドッグ ファクトリーエディション（2024年4月静岡ホビーショー限定販売）
- SV-03 1/24 Scale X・ATH-P-RSC ブラッドサッカー（2025年1月）
- SV-04 1/24 Scale X・ATH-02-DT ラビドリードッグ（2025年10月）

### クルーズチェイサー ブラスティー
- クルーズチェイサー SPEX-07 ブラスティー（2025年3月）

### 遊☆戯☆王オフィシャルカードゲーム
- 遊戯王OCG 天霆號アーゼウス/遊戯王カードゲームモンスターフィギュアコレクション（2025年7月）

### マシーネンクリーガー
- 1/35 反重力装甲戦闘機 Pkf.85 ファルケ（2025年8月）

### 機甲戦記ドラグナー
- 1/72 scale XD-01 ドラグナー1（2025年8月）

### OVERMANキングゲイナー
- キングゲイナー（2026年1月）